# Omphale longiseta
Omphale longiseta är en stekelart som beskrevs av Christer Hansson 1996. Omphale longiseta ingår i släktet Omphale och familjen finglanssteklar. Inga underarter finns listade i Catalogue of Life.